# كمال البني
كمال البني ممثل ومؤلف ومخرج سوري.

## عن حياته
ولد في مدينة حماة في سوريا ولقد شارك كممثل بالعديد من الأعمال التلفزيونية والمسرحية والسينمائية، بالإضافة إلى عدة أعمال إذاعية ويعتبر عضو في نقابة الفنانين منذ عام 1993.

## الجوائز
- نال جائزة أفضل ممثل عن مسرحية النو.

## من أعماله

### في المسـرح
- النو *سفربرلك.
- ليالي شريار.
- روميو وجوليت.
- هاملت بلا هاملت.
- سرير ديزدمونة.
- يوميات مجنون.
- سيدة الفجر.
- ترانيم.
- صدر الحب".

### في التلفزيون
- الزير سالم - عمرو بن الحارث
- الفوارس - إكسوس
- هولاكو
- أبو الطيب المتنبي - تسيميس
- التغريبة الفلسطينية - عاصي
- وجوه وأماكن - أبو موفق (الحكاية الثالثة ـ مدينة الذهب)
- حمام القيشاني
- بيت العز - المحامي وهيب العز

### في الإخراج
- مسرحية «مفاصل صخرة».

### في الإذاعــة
- خزانة العرب.
- شخصيات روائية - وعدد كبير من الأعمال الأخرى".

### في السـينما
- امرأة فرنسية.
- الترحال".

### في الدوبلاج
- سر المقنع - سمير
- الضربة الصاعقة - بشار، ربيع
- هزيم الرعد - شاهين
- زهرة والسيف المضيء.
- سلام دانك - سامي (الجزء الأول)
- هجوم كابتن ثابت
- صقور الأرض - برهان
- الأعاصير - نابر
- تان تان و سر البحيرة
- بنات الميتم

## روابط خارجية
- كمال البني على موقع قاعدة بيانات الأفلام العربية